# FalleN
Габриэль Толедо де Алькантара Сгуарио (род. 30 мая 1991 г.), более известный как FalleN, — бразильский профессиональный игрок в Counter-Strike: Global Offensive, бывшим игроком в Counter-Strike: Source и Counter-Strike 1.6 . На данный момент играет в команде FURIA на позиции снайпера. В 2015 году он был признан[кем?] самым влиятельным человеком бразильского киберспорта. Он также был номинирован на премию eSports Industry Awards как личность года среди ПК-игроков в 2016 году. Является владельцем бразильской киберспортивной организации Games Academy. В 2016 и 2017 годах FalleN был описан как один из лучших игроков AWP, игровых лидеров и игроков в целом в мире. Он также является одним из немногих игроков в CS:GO, которые сочетают роль снайпера и капитана.
FalleN и четыре других товарища по команде Luminosity Gaming были вовлечены в спор о контракте между SK Gaming и Luminosity. В конце концов игроки перешли в SK.
Несмотря на то, что они выиграли групповой этап ELEAGUE Season 1 и были фаворитом всего турнира, команда FalleN SK Gaming была исключена из турнира вместе с бывшей командой Luminosity. Игроки и команды нарушили одно из правил трансфера лиги, и несколько других владельцев команд также подписали петицию об удалении игроков.

## Признание
- Признан самым влиятельным лицом бразильского киберспорта (2015)[7].
- Номинация на звание ПК-игрок года (2016) — E-Sports Industry Awards.
- Признан вторым лучшим игроком года (2016) — HLTV.org[8].
- Номинация «AWPer года» (2016) — GosuGamers.net[9].
- Номинация «Игровой лидер года» (2016) — GosuGamers.net[9].
- 30 до 30 лет в играх (2017) — Forbes[10].
- Самый ценный игрок (MVP) ESL One: Cologne 2017[11].
- Признан 6-м лучшим игроком года (2017).